# Melibea
Melibea, aussi stylisé MeliBea, est un groupe espagnol de metal alternatif, originaire de Madrid.

## Histoire
Melibea est formé en 2002 ou 2004 (selon les sources) à Madrid. Après plusieurs années d'apprentissage et d'installation, et après plusieurs changements de line-up, ils enregistrent leur premier album, Cuando todos duermen, dans les studios Star Factory, avec la production de Jean-Michel Colomer et le mastering de Fernando Álvarez. Cet album finit par sortir en 2007, et ouvre au groupe les portes de la tournée et des petits festivals en Espagne. En 2009, le groupe décide de faire une pause pour une durée indéterminée dans l'objectif d'enreichir son style musical.
En 2010, le groupe commence le processus d'écriture d'un nouvel album, au cours duquel Victor Pérez décide de quitter le groupe. En 2011, ils enregistrent leur deuxième album intitulé La Flor del maestro,, enregistrement, mixage et masterisé par le groupe lui-même, coïncidant en même temps avec la décision de Javier Herráez, jusqu'à présent guitariste, de prendre la place de Victor Pérez à la basse, laissant le groupe comme un quatuor avec une seule guitare.
L'album sort en novembre 2011 au format USB accompagné du clip du premier single de l'album, Puedo saltar. Le groupe s'éloigne du rock urbano de ses débuts pour se rapprocher du metal alternatif. Pendant la série de concerts de présentation de l'album, le groupe façonnera Reloaded, un EP de 6 titres. Comme le précédent album, cette œuvre sera également produite par le groupe lui-même. Reloaded fait référence à une rénovation ou une mise à jour. Ce n'est pas pour rien que le disque est en grande partie composé de chansons de leur premier album (Cuando todos duermen) réinterprétées selon le nouveau son du groupe. L'EP est complété par une reprise acoustique de la chanson Malagueña salerosa qui a été clippée, et une chanson inédite intitulée A cada paso. Reloaded fait également référence au titre de l'histoire, racontée en six épisodes sous la forme d'un vidéoclip (un pour chaque piste de l'EP) qui accompagne cette œuvre et qui exprime de manière métaphorique le besoin de rompre avec tout et de repartir à zéro dans ce monde et cette société que nous avons créés. L'idée originale, l'enregistrement et le montage des vidéos ont également été réalisés par le groupe lui-même. Après l'enregistrement de Reloaded et avant sa sortie, Javier Carpintero quitte le groupe et est remplacé à la batterie par Beatriz Martín. Reloaded ne sort finalement qu'en format numérique en mai 2014.
Au milieu de l'année 2014, ils annoncent ce qui sera le concert d'adieu de Melibea. Ce concert a lieu au We Rock de Madrid le 3 juin 2014, avant la séparation définitive du groupe.

## Membres

### Derniers membres
- Rodrigo Aldegunde — voix
- Beatriz Martín — batterie
- Javier Herráez — basse
- Nacho Pascual — guitare

### Anciens membres
- Javier Carpintero — batterie (2004-2013)
- Víctor Pérez — basse (2002-2009)
- Carlos López — voix (2006-2007)
- Rubén Santos — voix (2002-2006)

## Discographie

### Albums studio
- 2007 : Cuando todos duermen
- 2011 : La Flor del maestro

### EP
- 2014 : Reloaded